# Histoplazmoza
Histoplazmoza, choroba Darlinga – choroba wywoływana przez grzyb Histoplasma capsulatum. Jej objawy mogą być bardzo różnorodne, ale choroba dotyczy najczęściej płuc. Czasami inne narządy mogą być zajęte i ta postać nosi nazwę histoplazmozy rozsianej i może być śmiertelna, jeśli nie leczy się jej właściwie.

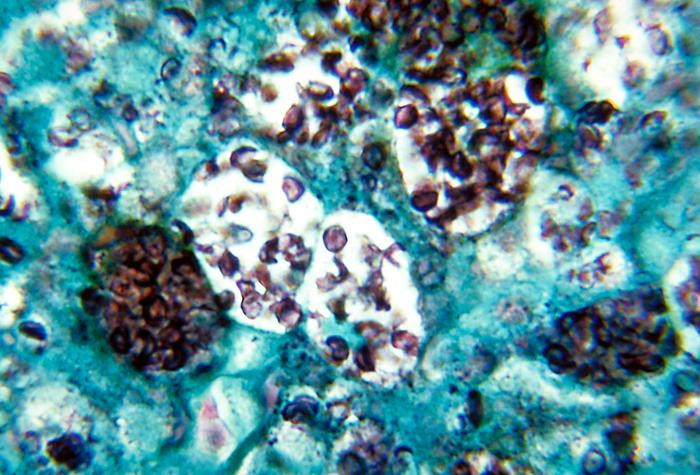
Histoplasma capsulatum. Barwienie pokazujące zmiany histopatologiczne w histoplazmozie. (Źródło: Centers for Disease Control and Prevention Public Health Image Library)

## Występowanie
Histoplasma capsulatum występuje na całym świecie, szczególnie w odpadkach po ptactwie domowym, w jaskiniach, wszelkich miejscach zamieszkanych przez nietoperze, gniazdach ptaków (szczególnie szpaków).
Zwiększone ryzyko poważnego przebiegu choroby częściej występuje u noworodków, dzieci oraz osób starszych z przewlekłymi chorobami płuc. Rozsiana postać często występuje u chorych na AIDS i nowotwory.

### Przenoszenie
Histoplasma capsulatum rośnie w glebie i materiale skażonym odchodami ptaków i nietoperzy. Zarodniki ulegają uwolnieniu do powietrza, gdy skażona gleba zostanie poruszana. Wdychanie zarodników powoduje infekcję. Choroba nie przenosi się z zakażonej osoby na inne.

## Objawy

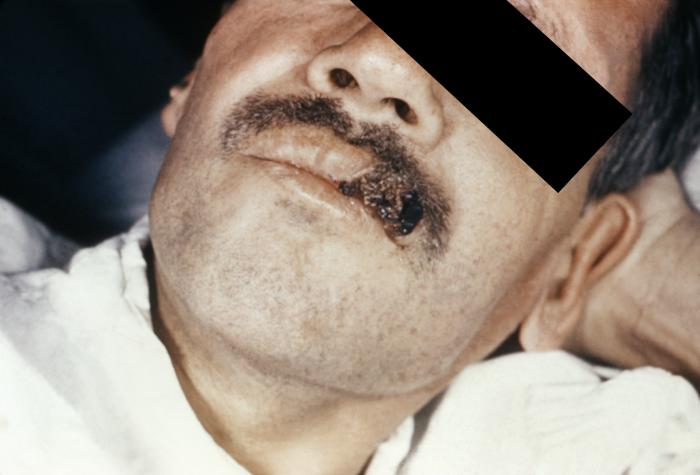
Zmiany na wardze górnej z powodu zakażenia Histoplasma capsulatum

Jeśli pojawią się objawy, to występują one 3 do 17 dni od ekspozycji, ze średnią 10 dni. Większość osób nie ma zauważalnych objawów. Ostra postać oddechowa charakteryzuje się takimi objawami, jak złe samopoczucie, gorączka, bóle w klatce piersiowej, suchy, nieproduktywny kaszel. Zdjęcie rentgenowskie może ujawnić szczególne cechy. Przewlekła choroba płuc przypomina gruźlicę i może pogarszać stan chorego na przestrzeni miesięcy i lat. Postać rozsiana jest śmiertelna, jeśli nie podejmie się leczenia.

## Leczenie
Leki przeciwgrzybicze stosuje się do leczenia przypadków histoplazmozy o ostrym przebiegu, a także wszystkich przypadków postaci przewlekłej i rozsianej. Łagodna postać choroby najczęściej ustępuje bez leczenia. Przejście zakażenia daje częściową ochronę przed objawami powtórnej infekcji.

## Klasyfikacja ICD10
| kod ICD10     | nazwa choroby                                       |
| ------------- | --------------------------------------------------- |
| ICD-10: B39   | Histoplazmoza                                       |
| ICD-10: B39.0 | Ostra płucna histoplazmoza (H. capsulatum)          |
| ICD-10: B39.1 | Przewlekła płucna histoplazmoza (H. capsulatum)     |
| ICD-10: B39.2 | Płucna histoplazmoza (H. capsulatum), nie określona |
| ICD-10: B39.3 | Histoplazmoza rozsiana (H. capsulatum)              |
| ICD-10: B39.4 | Histoplazmoza (H. capsulatum), nie określona        |
| ICD-10: B39.5 | Histoplazmoza (H. duboisii)                         |
| ICD-10: B39.9 | Histoplazmoza, nie określona                        |